# 미쓰비시 LE-7
미쓰비시 LE-7은 1994년에 일본 미쓰비시 중공업과 IHI와 JAXA의 이전의 조직 NASDA와 NAL가 개발한 진공추력 110톤, 비추력 446초의 액체연료 로켓엔진이다. 2000년에 LE-7을 개량한 LE-7A가 개발되었다.

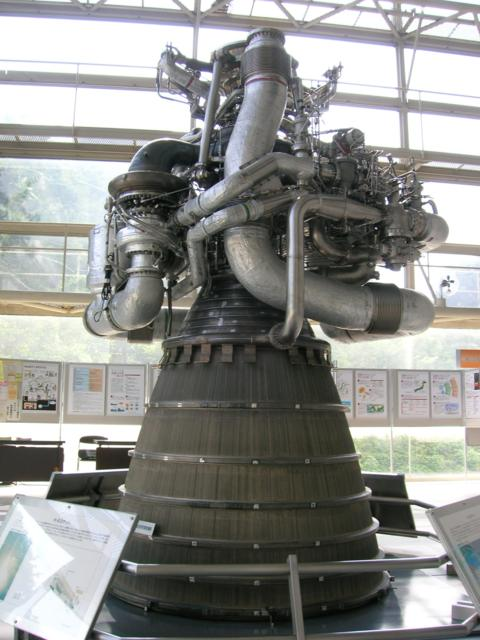
LE-7 로켓 엔진

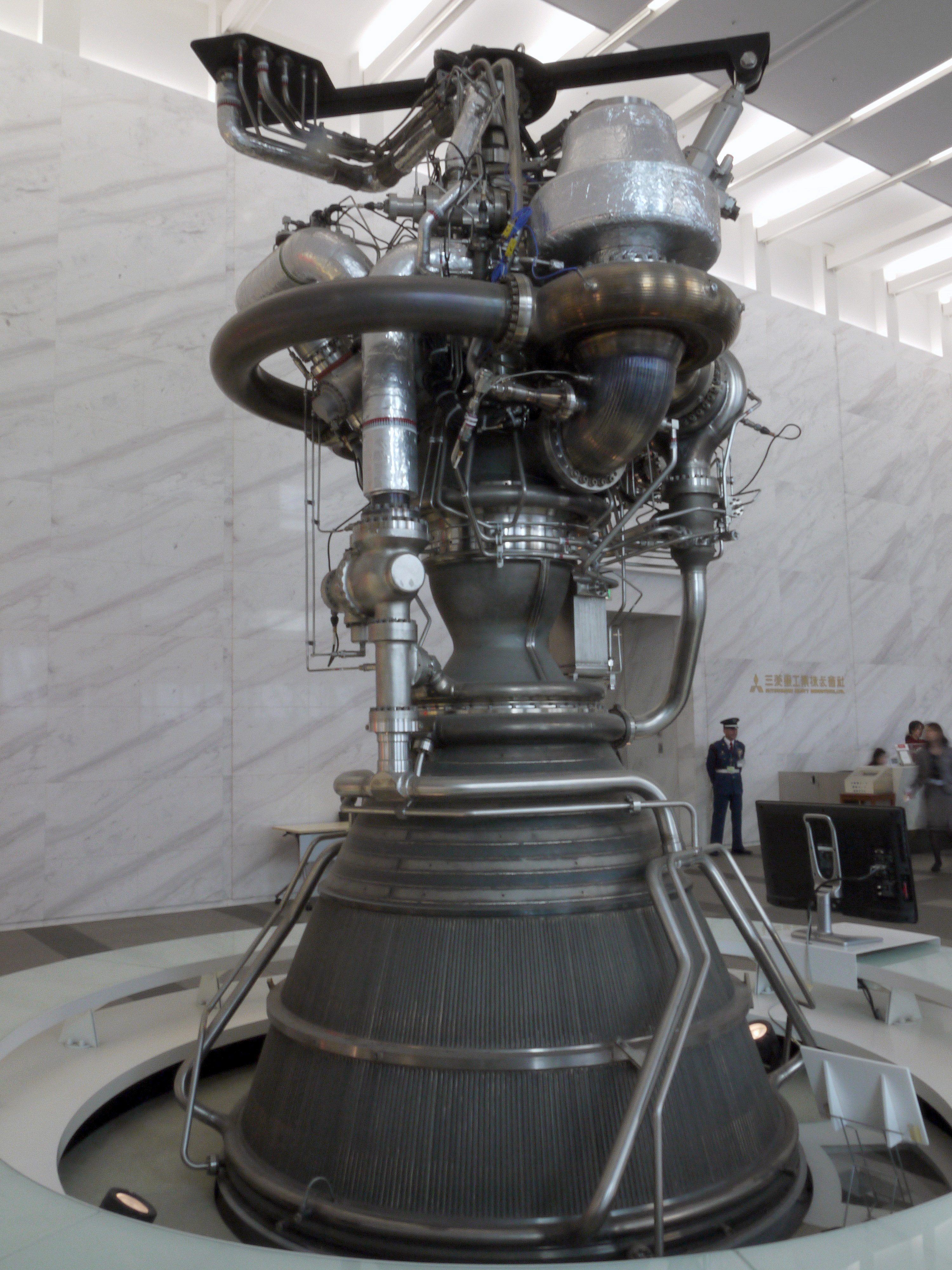
LE-7A 로켓 엔진

## LE-7
H-II에는 1단 엔진으로 LE-7을 1개 사용한다. 연료로 LH2를 사용하고, 산화제로는 LOX를 사용한다. H-I의 운용 종료까지 수입하고 있었던, 미국의 1단 엔진 MB-3-3(로켓다인 LR79)와 비교해서 발사 능력을 비약적으로 향상시키기 위해서, 미국의 J-2 계열 엔진을 구입하여 다단연소사이클 방식으로 개량한 것으로 추측된다. 가스발생기 사이클 방식으로 작동하며 RP-1을 연료로 사용하는 MB-3-3보다 진보된 기술을 필요로 하였기 때문에, 엔진을 개발하는데만 10년이나 걸렸다. 설계미스에 의한 터보펌프 이상은 로켓의 비행중 추락으로 이어졌다. 결국 기술적 안정화에 실패했다.

## LE-7A
미쓰비시와 IHI와 NASDA는 LE-7을 개량해서 더욱 신뢰성이 높은 LE-7A를 만들었다 (1994년에 개발을 시작, 2000년에 완성). H-IIA에는 1단 엔진으로 LE-7A을 1개 사용하며, H-IIB에는 2개 사용한다. 미국의 기술원조가 있었을 것으로 추측된다.

## 일본의 국산 액체연료 로켓 엔진 시리즈
일본의 액체연료 로켓엔진 명칭에는, 일부의 예외를 제외하고, “Liquid Engine”을 의미하는 “LE”이 부여된다. LE-1의 이전에, LS-A로켓과 LS-B로켓의 2단에 질산/등유를 추진제에 사용한다 액체연료 로켓 엔진이 개발되었다. 그러나 이 엔진의 이름은 없다. LE-3로부터 우주발사체로 실제로 사용되었다. LE-1과 LE-2은 시험 로켓용의 엔진이며, LE-3은 국산이지만 미국으로부터 기술지도를 받았으므로, 액체연료 로켓 엔진에 한해서 말하면, 일본이 실용적인 우주발사체 엔진을 완전히 국산화한 것은 LE-5이 최초다. 
| 엔진  | 로켓                           | 진공추력 | 비추력 | 산화제/연료               | 연소 방법            |
| ----- | ------------------------------ | -------- | ------ | ------------------------- | -------------------- |
| LE-1  | LS-C 1단                       |          |        | 질산/비대칭디메틸히드라진 |                      |
| LE-2  | LS-C 1단                       |          |        | 질산/A-50                 |                      |
| LE-3  | LS-C 1단, ETV 2단, N-I 2단     | 5.4 tf   | 290 초 | 사산화 이질소/A-50        | 가압식 사이클        |
| LE-5  | H-I 2단                        | 10.5 tf  | 450 초 | 액체산소/액체수소         | 가스발생기 사이클    |
| LE-5A | H-II 2단                       | 12.4 tf  | 452 초 | 액체산소/액체수소         | 팽창식 블리드 사이클 |
| LE-5B | H-II 2단, H-IIA 2단, H-IIB 2단 | 14.0 tf  | 447 초 | 액체산소/액체수소         | 팽창식 블리드 사이클 |
| LE-7  | H-II 1단                       | 110.0 tf | 446 초 | 액체산소/액체수소         | 단계식 연소 사이클   |
| LE-7A | H-IIA 1단, H-IIB 1단           | 112.0 tf | 440 초 | 액체산소/액체수소         | 단계식 연소 사이클   |
| LE-8  | GX 로켓 2단                    | 10.9 tf  | 316 초 | 액체산소/LNG              | 가스발생기 사이클    |
| LE-9  | H3 1단                         | 150.0 tf | 425 초 | 액체산소/액체수소         | 팽창식 블리드 사이클 |

## 같이 보기
- KARI 75톤급 로켓엔진 - 한국의 주력 로켓인 KSLV-II의 1단 로켓 엔진